# Štěpán Adler
Štěpán Adler, křtěný Štěpán František Edmund (9. února 1896, Rajhrad – 7. srpna 1942, Berlín) byl československý voják, zpravodajský důstojník a protinacistický bojovník.

## Život

### Mládí
Narodil se 9. února 1896 v areálu rajhradského benediktinského opatství jakožto nejmladší z pěti dětí klášterního kuchaře Edmunda Mathiase Antona Adera a Štěpánky, dcery Ferdinanda Hanslíka - lékaře v Rajhradě.
Po maturitě na české vyšší reálce v Brně v roce 1914 začal studovat České vysoké učení technické v Brně. To však po třech semestrech ukončil a byl odveden jako jednoroční dobrovolník. Prezentován byl ve Vídni. Absolvoval školu pro důstojníky dělostřelectva a po ukončení základního výcviku sloužil až do února 1917 ve Vídni. 15. února 1917 byl během I. světové války odvelen na italskou frontu jako velitel baterie minometů. 1. července 1917 byl povýšen na poručíka.

### První republika
Po návratu z Itálie vstoupil 21. listopadu 1918 do československé armády. Sloužil postupně v Židlochovicích, v Olomouci a ve Znojmě. Od dubna do června 1919 sloužil jako velitel čety dělostřelectva v Brně a poté již jako aktivní důstojník do 31. ledna 1920 ve stejné funkci v Josefově. Od února do konce roku 1920 působil v Mladé Boleslavi. Od 1. ledna 1921, již jako nadporučík sloužil, již jako příslušník telegrafního vojska do 30. listopadu 1924 v Kutné Hoře.
Od 1. prosince 1924 do 30. září 1928 sloužil na různých pozicích v oblasti radiotelegrafie v Kutné Hoře a v Praze. Od 1. října 1928 již jako kapitán nastoupil do I. ročníku Válečné školy v Praze. Tuto školu ukončil 30. září 1931. Do 23. dubna 1933 působil v Praze u I. divize jako přednosta 1. a 4. oddělení, od 24. dubna 1933, již jako štábní kapitán nastoupil na místo styčného důstojníka MNO u Ministerstva pošt a telegrafů. Od 30. září 1933 do 9. srpna 1939 působil ve funkci referenta operační skupiny 3. oddělení HŠ. Během mobilizace, již jako podplukovník v roce 1938 působil ve Vyškově.

### Protektorát Čechy a Morava
Po německé okupaci Čech a Moravy a likvidaci československé branné moci nastoupil 10. srpna 1939 k Nejvyššímu cenovému úřadu v Praze. Zároveň se zapojil do odboje. V ústředním vedení Obrany národa působil jako přednosta 5. oddělení zodpovědného za udržování radiového spojení v protektorátu i se zahraničím.
Dne 7. prosince 1939 byl zatčen gestapem. Vězněn byl na Pankráci v Praze, Berlíně, v Gollnowě u Štětína a poté znovu v Berlíně ve věznici Moabit. V procesu konaném 2.-3. prosince 1941 byl za velezradu a spolčení s nepřítelem odsouzen k trestu smrti. Popraven byl 7. srpna 1942 v Berlíně-Plötzensee.

### Po osvobození

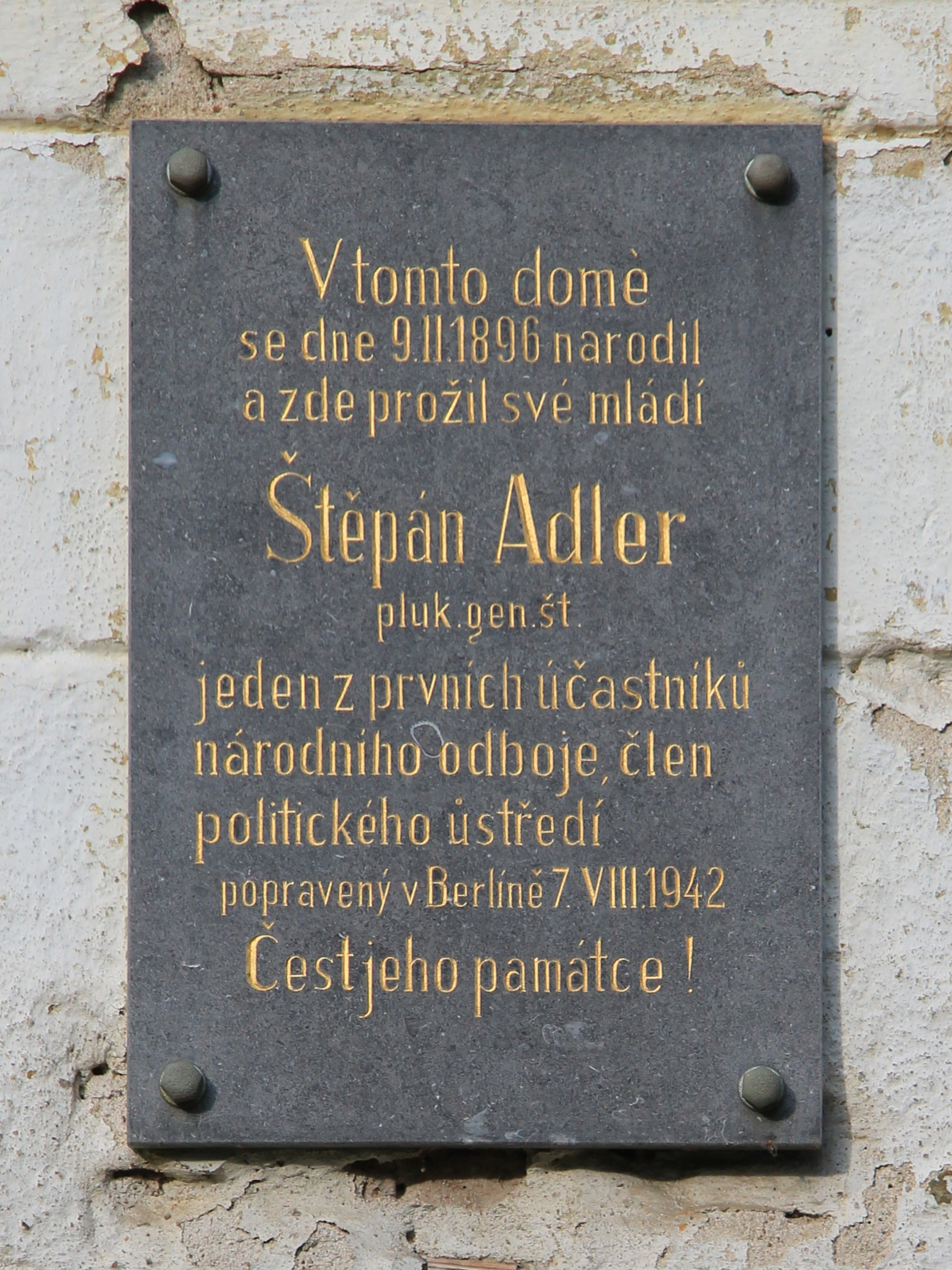
Pamětní deska Štěpána Adlera v Rajhradském klášteře

V roce 1946 byl posmrtně povýšen do hodnosti plukovníka generálního štábu. Jeho jméno je uvedeno na pomníku padlým a popraveným absolventům VŠV před MO v Praze, na pamětní desce na budově GŠ AČR v Praze a na Pamětní desce obětem 2. světové války a na Pomníku obětem 2. světové války v Rajhradě.

## Vyznamenání
- Československý válečný kříž 1939